# Мелкозёрово
Мелкозёрово — село в Свердловской области, входящее в муниципальное образование город Алапаевск. Расположено в 16 км на юго-запад от административного центра — города Алапаевск. Входит в состав территориальной администрации посёлка Асбестовский.

## Население
По данным 2010 года, в селе проживает 420 человек.